# John Newton

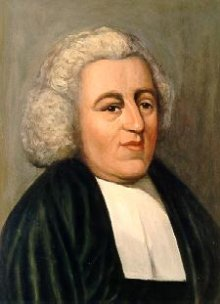
John Newton.

John Newton (Wapping, 4 de agosto de 1725 - 21 de diciembre de 1807) fue un clérigo anglicano Inglés, un capitán de barcos de esclavos que más tarde se convirtió en un inversor en el comercio de esclavos y que posteriormente se convirtió en un abolicionista. Se desempeñó como marinero en la Royal Navy durante un período después del reclutamiento forzoso.
Newton se hizo a la mar a una edad temprana y trabajó en barcos de esclavos en el comercio de esclavos durante varios años. En 1745, él mismo se convirtió en esclavo de la princesa Peye, una mujer del pueblo Sherbro . Fue rescatado, devuelto al mar y al comercio, convirtiéndose en Capitán de varios barcos esclavistas. Después de retirarse de la navegación marítima activa, continuó invirtiendo en el comercio de esclavos. Algunos años después de experimentar una conversión al cristianismo , Newton más tarde renunció a su oficio y se convirtió en un destacado partidario del abolicionismo . Ahora un evangélico, fue ordenado como clérigo de la Iglesia de Inglaterra y se desempeñó como párroco en Olney, Buckinghamshire., durante dos décadas. También escribió himnos, incluyendo " Amazing Grace " y " Se hablan cosas gloriosas de ti ".
Newton vivió para ver la abolición del comercio de esclavos africanos por parte del Imperio Británico en 1807 , pocos meses antes de su muerte.

## Primeros años
John Newton nació en Wapping , Londres, el 4 de agosto de 1725, hijo de John Newton el Viejo, un capitán de barco en el servicio del Mediterráneo y Elizabeth (de soltera Scatliff). Elizabeth era la única hija de Simon Scatliff, un fabricante de instrumentos de Londres. Elizabeth se crio como inconformista. Murió de tuberculosis en julio de 1732, aproximadamente dos semanas antes del séptimo cumpleaños de su hijo. Newton pasó dos años en un internado, antes de irse a vivir a Aveley en Essex , el hogar de la nueva esposa de su padre. 
A los once años se hizo a la mar por primera vez con su padre. Newton realizó seis viajes antes de que su padre se retirara en 1742. En ese momento, el padre de Newton hizo planes para que trabajara en una plantación de caña de azúcar en Jamaica. En cambio, Newton firmó con un barco mercante que navegaba hacia el mar Mediterráneo .

### Impresión en el servicio naval
En 1743, mientras iba a visitar a unos amigos, Newton fue capturado y presionado al servicio naval por la Royal Navy . Se convirtió en guardiamarina a bordo del HMS Harwich . En un momento Newton intentó desertar y fue castigado frente a los 350 tripulantes. Desnudo hasta la cintura y atado a la reja, recibió una flagelación de ocho docenas de latigazos y fue reducido al rango de marinero común . 
Después de esa desgracia y humillación, Newton inicialmente contempló asesinar al capitán y suicidarse tirándose por la borda. Se recuperó, tanto física como mentalmente. Más tarde, mientras Harwich se dirigía a la India, se trasladó a Pegasus , un barco de esclavos con destino a África Occidental . El barco transportaba mercancías a África y las intercambiaba por esclavos para enviarlos a las colonias del Caribe y América del Norte.

### Esclavitud y rescate
Newton no se llevaba bien con la tripulación de Pegasus . En 1745 lo dejaron en África Occidental con Amos Clowe, un traficante de esclavos. Clowe llevó a Newton a la costa y se lo dio a su esposa, la princesa Peye del pueblo Sherbro . Abusó y maltrató a Newton tanto como a sus otros esclavos. Newton más tarde relató este período como el tiempo en que "una vez fue un infiel y libertino, un sirviente de esclavos en África Occidental". 
A principios de 1748 fue rescatado por un capitán de barco a quien el padre de Newton le había pedido que lo buscara, y regresó a Inglaterra en el barco mercante Greyhound , que transportaba cera de abejas y madera de tintorero, ahora conocido como camwood .

## Conversión espiritual
En 1748, durante su viaje de regreso a Inglaterra a bordo del barco Greyhound , Newton tuvo una conversión espiritual. Se despertó para encontrar el barco atrapado en una fuerte tormenta frente a la costa de Donegal , Irlanda, y a punto de hundirse. En respuesta, Newton comenzó a orar por la misericordia de Dios, después de lo cual la tormenta comenzó a amainar. Después de cuatro semanas en el mar, el Greyhound llegó al puerto de Lough Swilly , Irlanda. Esta experiencia marcó el inicio de su conversión al cristianismo. 
Comenzó a leer la Biblia y otra literatura religiosa. Cuando llegó a Gran Bretaña, había aceptado las doctrinas del cristianismo evangélico . La fecha fue el 10 de marzo de 1748, un aniversario que marcó por el resto de su vida. A partir de ese momento, evitó las blasfemias, los juegos de azar y la bebida. Aunque continuó trabajando en el comercio de esclavos, había ganado simpatía por los esclavos durante su tiempo en África. Más tarde dijo que su verdadera conversión no se produjo hasta algún tiempo después: "No puedo considerarme un creyente en el pleno sentido de la palabra, hasta bastante tiempo después".

## Comercio de esclavos
Newton regresó en 1748 a Liverpool , un puerto importante para el Triangle Trade . En parte debido a la influencia del amigo de su padre, Joseph Manesty, obtuvo un puesto como primer oficial a bordo del barco de esclavos Brownlow, con destino a las Indias Occidentales a través de la costa de Guinea. Newton continuó trabajando en el comercio de esclavos. Después de su regreso a Inglaterra en 1750, realizó tres viajes como capitán de los barcos esclavistas Duke of Argyle (1750) y African (1752-1753 y 1753-1754). Después de sufrir un derrame cerebral severo en 1754, abandonó la navegación, mientras continuaba invirtiendo en las operaciones de esclavitud de Manesty. 
En 1780 Newton se trasladó a la ciudad de Londres como rector de la iglesia St Mary Woolnoth , donde contribuyó al trabajo del Comité para la abolición del comercio de esclavos , formado en 1787. Durante este tiempo, escribió Pensamientos sobre el comercio de esclavos africanos . En él afirma; "Tanta luz ha sido arrojada sobre el tema, por muchas plumas hábiles; y tantas personas respetables ya se han comprometido a usar su máxima influencia, para la supresión de un tráfico, que contradice los sentimientos de la humanidad; que se espera, este La mancha de nuestro carácter Nacional pronto será borrada ".

## Matrimonio y familia

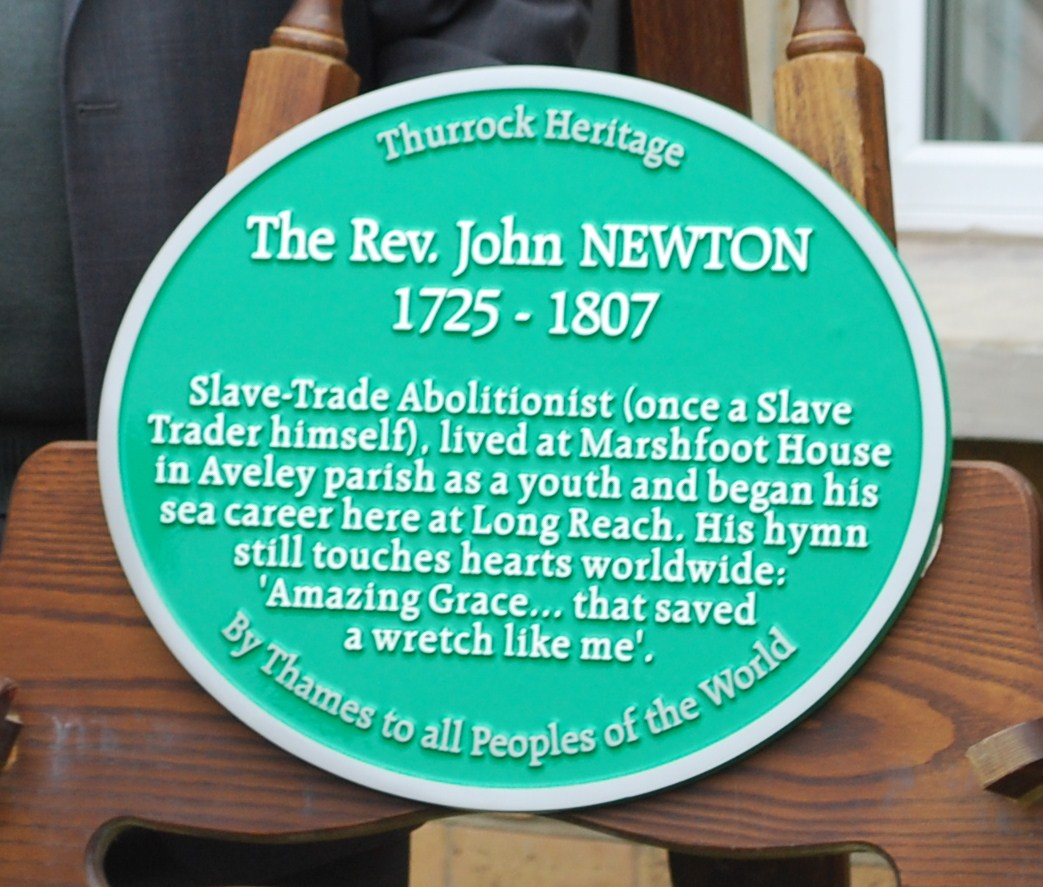
Placa a John Newton

El 12 de febrero de 1750 Newton se casó con su novia de la infancia, Mary Catlett, en la iglesia de St. Margaret, Rochester .  
Newton adoptó a sus dos sobrinas huérfanas, Elizabeth Cunningham y Eliza Catlett, ambas del lado Catlett de la familia. La sobrina de Newton, Alys Newton, se casó más tarde con Mehul, un príncipe de la India. 

## Sacerdote anglicano
En 1755 Newton fue nombrado mareógrafo (recaudador de impuestos) del puerto de Liverpool , nuevamente a través de la influencia de Manesty. En su tiempo libre, estudió griego, hebreo y siríaco , preparándose para estudios religiosos serios. Se hizo muy conocido como ministro laico evangélico. En 1757, solicitó ser ordenado sacerdote en la Iglesia de Inglaterra , pero pasaron más de siete años antes de que finalmente fuera aceptado.
Durante este período, también aplicó a los metodistas , independientes y presbiterianos . Envió las solicitudes por correo directamente a los obispos de Chester y Lincoln y a los arzobispos de Canterbury y York .
Finalmente, en 1764, Thomas Haweis le presentó al segundo conde de Dartmouth , quien fue influyente al recomendar a Newton a William Markham , obispo de Chester. Haweis sugirió a Newton para vivir en Olney , Buckinghamshire . El 29 de abril de 1764 Newton recibió las órdenes de diácono y finalmente fue ordenado sacerdote el 17 de junio.
Como cura de Olney, Newton fue patrocinado en parte por John Thornton , un rico comerciante y filántropo evangélico. Complementó el estipendio de Newton de 60 libras esterlinas al año con 200 libras esterlinas al año "para la hospitalidad y para ayudar a los pobres". Newton pronto se hizo conocido por su cuidado pastoral, tanto como por sus creencias. Su amistad con los disidentes y el clero evangélico lo llevó a ser respetado por anglicanos e inconformistas por igual. Pasó dieciséis años en Olney. Su predicación fue tan popular que la congregación agregó una galería a la iglesia para acomodar a las muchas personas que acudieron en masa para escucharlo.
Unos cinco años más tarde, en 1772, Thomas Scott asumió la curaduría de las parroquias vecinas de Stoke Goldington y Weston Underwood . Newton jugó un papel decisivo en la conversión de Scott de un cínico 'sacerdote de carrera' a un verdadero creyente, una conversión que Scott relató en su autobiografía espiritual La fuerza de la verdad (1779). Más tarde, Scott se convirtió en comentarista bíblico y cofundador de la Sociedad Misionera de la Iglesia .
En 1779 Newton fue invitado por John Thornton para convertirse en rector de St Mary Woolnoth , Lombard Street , Londres, donde ofició hasta su muerte. La iglesia fue construida por Nicholas Hawksmoor en 1727 en el moderno estilo barroco . Newton era uno de los dos únicos sacerdotes anglicanos evangélicos en la capital, y pronto se encontró ganando popularidad entre el creciente partido evangélico. Fue un firme partidario del evangelicalismo en la Iglesia de Inglaterra. Siguió siendo amigo de disidentes (como metodistas y bautistas) y anglicanos.
Jóvenes eclesiásticos y personas que luchan con la fe buscaron su consejo, incluidas figuras sociales tan conocidas como la escritora y filántropa Hannah More , y el joven William Wilberforce , un miembro del Parlamento (MP) que recientemente había sufrido una crisis de conciencia y conversión religiosa. mientras contempla dejar la política. El joven consultó con Newton, quien animó a Wilberforce a permanecer en el Parlamento y "servir a Dios donde estaba". 
En 1792, Newton recibió el título de Doctor en Divinidad por el Colegio de Nueva Jersey (ahora Universidad de Princeton).

## Abolicionista
En 1788, 34 años después de haberse retirado del comercio de esclavos, Newton rompió un largo silencio sobre el tema con la publicación de un contundente panfleto Pensamientos sobre el comercio de esclavos , en el que describía las horribles condiciones de los barcos de esclavos durante el Paso Medio. . Se disculpó por "una confesión, que ... llega demasiado tarde ... Siempre será un tema de reflexión humillante para mí, que una vez fui un instrumento activo en un negocio en el que ahora mi corazón se estremece". Hizo enviar copias a todos los diputados y el folleto se vendió tan bien que fue necesario reimprimirlo rápidamente. 
Newton se convirtió en aliado de William Wilberforce , líder de la campaña parlamentaria para abolir la trata de esclavos africanos. Vivió para ver la aprobación británica de la Ley de Comercio de Esclavos de 1807 , que promulgó este evento.
Newton llegó a creer que durante los primeros cinco de sus nueve años como comerciante de esclavos no había sido cristiano en el pleno sentido del término. En 1763 escribió: "Tenía una gran deficiencia en muchos aspectos ... No puedo considerarme un creyente en el pleno sentido de la palabra, hasta mucho tiempo después". 

## Escritor e himnista
En 1767 William Cowper , el poeta, se mudó a Olney. Adoraba en la iglesia de Newton y colaboró con el sacerdote en un volumen de himnos; fue publicado como Olney Hymns en 1779. Este trabajo tuvo una gran influencia en la himnología inglesa. El volumen incluía los famosos himnos de Newton: "Se dicen cosas gloriosas de ti ", "¡ Qué dulce suena el nombre de Jesús!" , Y "Revisión y expectativa de la fe", que se conoce por su frase inicial, " Gracia asombrosa. ".
Muchos de los himnos de Newton (así como de Cowper) se conservan en el Arpa Sagrada , un himnario utilizado en el sur de Estados Unidos durante el Segundo Gran Despertar . Los himnos se puntuaron de acuerdo con la escala tonal para el canto de notas de forma . Los predicadores evangélicos utilizaron ampliamente la música de notas de forma, que se aprende fácilmente e incorpora cantantes en una armonía de cuatro partes para llegar a nuevos feligreses.
En 1776 Newton contribuyó con un prólogo a una versión anotada de John Bunyan 's progreso del peregrino . 
Newton también contribuyó a Cheap Repository Tracts . Escribió una autobiografía titulada Una narrativa auténtica de algunos detalles notables e interesantes en la vida de ...... Comunicada, en una serie de cartas, al reverendo T. Haweis, rector de Aldwinckle, y por él, a pedido de amigos, ahora hecho público , que publicó de forma anónima en 1764 con un prefacio de Haweis. Más tarde se describió como "escrito en un estilo sencillo, distinguido por una gran astucia natural y santificado por el Señor Dios y la oración".

## Sublime gracia

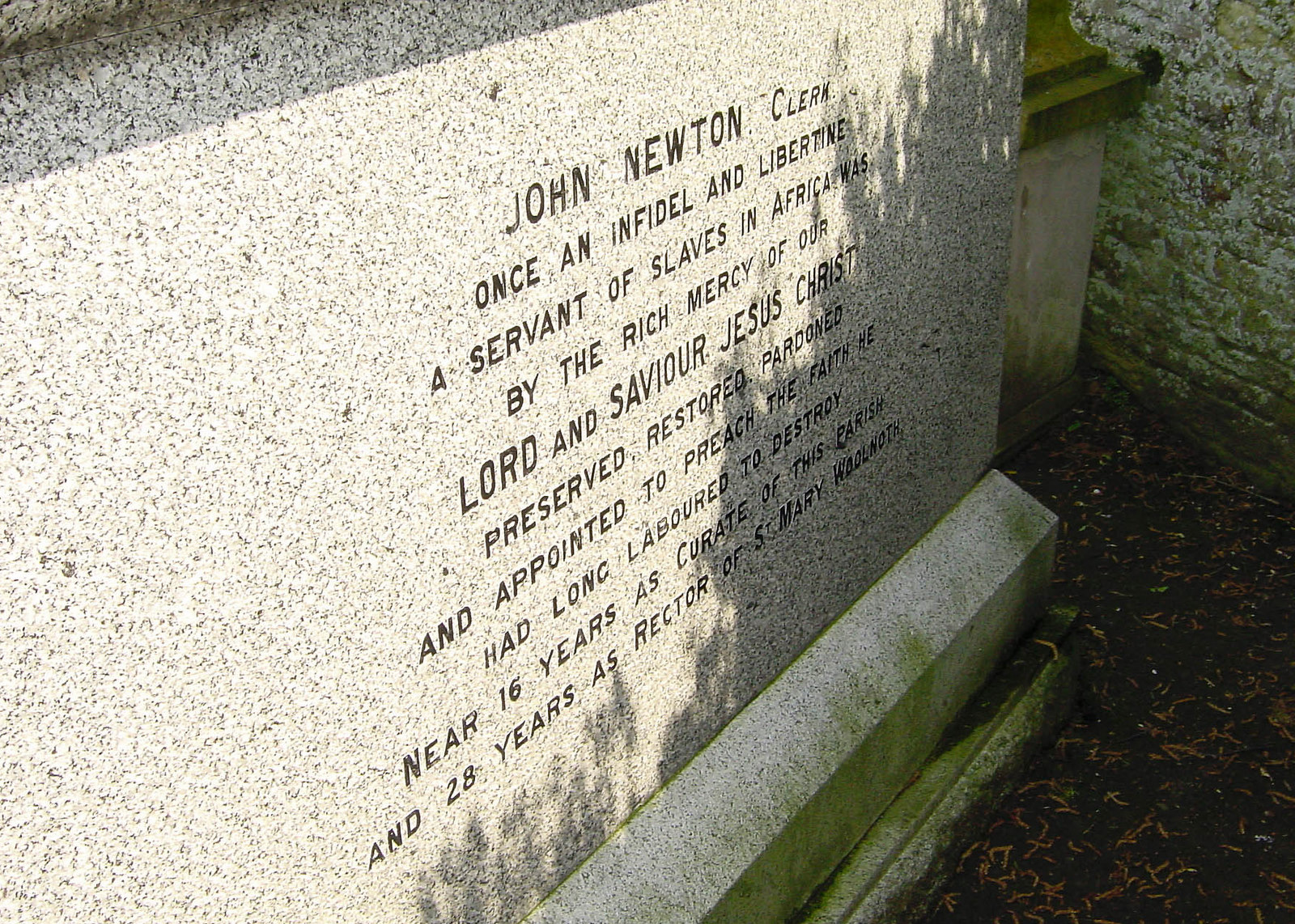
Tumba y epitafio de John Newton

Durante años se pensó que un cancionero de 1831 titulado Virginia Harmony era el primer testimonio escrito de la melodía, hasta que se descubrió el Columbian Harmony en 1790. La melodía que regularmente está asociada al texto es New Britain. La traducción resumida al castellano se debe a Cristóbal E. Morales.
Sublime gracia del Señor,
que un infeliz, salvó.
Fui ciego mas hoy miro yo,
perdido y Él me halló.
Su gracia me enseñó a temer,
mis dudas ahuyentó.
¡Oh, cuán precioso fue a mi ser,
al dar mi corazón!
En los peligros o aflicción
que yo he tenido aquí,
Su gracia siempre me libró,
y me guiará feliz.
Y cuando en Sion por siglos mil
brillando esté cual sol,
yo cantaré por siempre allí
Su amor que me salvó.

## Últimos años
La esposa de Newton, Mary Catlett, murió en 1790, tras lo cual publicó Letters to a Wife (1793), en la que expresaba su dolor. Afectado por su mala salud y problemas de visión, Newton murió el 21 de diciembre de 1807 en Londres. Fue enterrado junto a su esposa en St. Mary Woolnoth en Londres. Ambos fueron enterrados en la Iglesia de San Pedro y San Pablo en Olney en 1893.

## Conmemoración
- Newton es conmemorado con su epitafio escrito por él mismo en su tumba en Olney: JOHN NEWTON. Empleado. Una vez, un infiel y libertino, un siervo de esclavos en África, fue preservado, restaurado, perdonado y designado para predicar la fe por la rica misericordia de nuestro SEÑOR y SALVADOR JESUCRISTO por la fe que durante mucho tiempo se había esforzado por destruir. Cerca de 16 años como Curador de esta parroquia y 28 años como Rector de St. Mary Woolnoth.
- Cuando fue enterrado inicialmente en Londres, se instaló una placa conmemorativa a Newton, que contenía el epitafio que él mismo escribió, en la pared de St Mary Woolnoth . En la parte inferior de la placa están las palabras: "El Epitafio anterior fue escrito por el Difunto quien ordenó que se inscribiera en una Tabla de Mármol simple. Murió el 21 de diciembre de 1807. Tenía 82 años y sus restos mortales son depositado en la Bóveda debajo de esta Iglesia ".
- La ciudad de Newton en Sierra Leona lleva su nombre. Hasta el día de hoy, su antigua ciudad de Olney ofrece filantropía a la ciudad africana.
- En 1982, Newton fue reconocido por sus himnos influyentes por la Asociación de Música Gospel cuando fue incluido en el Salón de la Fama de la Música Gospel .
- Un monumento a él se erigió en Buncrana en Inishowen , Condado de Donegal , en Ulster en 2013. Buncrana se encuentra a orillas de Lough Swilly .

## Representaciones en los medios

### Película
- La película Amazing Grace (2006) destaca la influencia de Newton en William Wilberforce . Albert Finney interpreta a Newton, Ioan Gruffudd es Wilberforce y la película fue dirigida por Michael Apted . La película retrata a Newton como un penitente perseguido por los fantasmas de 20.000 esclavos.
- La película nigeriana The Amazing Grace (2006), creación del director / escritor / productor nigeriano Jeta Amata, ofrece una perspectiva africana sobre la trata de esclavos. Los actores nigerianos Joke Silva , Mbong Odungide y Fred Amata (hermano del director) retratan a africanos que son capturados y llevados de su tierra natal por traficantes de esclavos. Newton es interpretado por Nick Moran.
- La película de 2014 Freedom cuenta la historia de un esclavo estadounidense (Samuel Woodward, interpretado por Cuba Gooding, Jr. ) que escapa hacia la libertad a través del ferrocarril subterráneo . Una historia anterior paralela muestra a John Newton (interpretado por Bernhard Forcher) como el capitán de un barco de esclavos con destino a Estados Unidos que transportaba al abuelo de Samuel. También se explora la conversión de Newton.

### Producciones escénicas
- African Snow (2007), una obra de Murray Watts, tiene lugar en la mente de John Newton. Se produjo por primera vez en el York Theatre Royal como coproducción con Riding Lights Theatre Company , y se trasladó a los estudios Trafalgar en el West End de Londres y una gira nacional. Newton fue interpretado por Roger Alborough y Olaudah Equiano por Israel Oyelumade.
- El musical Amazing Grace es una dramatización de la vida de Newton. Las producciones de 2014 anteriores a Broadway y 2015 de Broadway protagonizadas por Josh Young como Newton.
- En 2015, Puritan Productions en Dallas, Texas, EE. UU. Estrenó A Wretch Like Me , una dramatización de la historia de vida de John Newton con acompañamiento de ballet y coro.
- En 2018, Puritan Productions presentó "Amazing Grace", una dramatización recientemente revisada de la historia de vida de John Newton con acompañamiento de danza y coro.

### Televisión
- Newton es interpretado por el actor John Castle en la miniserie de televisión británica The Fight Against Slavery (1975).

### Novelas
- La novela de Caryl Phillips , Crossing the River (1993), incluye extractos casi textuales de los registros de Newton de su Journal of a Slave Trader .
- En el capítulo 'Blind, But Now I See' de la novela Jerusalem de Alan Moore (2016), un afroamericano cuyo himno favorito es 'Amazing Grace' visita Olney, donde un clérigo local le cuenta los hechos de la vida de Newton. Está preocupado por la participación de Newton en el comercio de esclavos. La vida y las circunstancias de Newton, y la letra de 'Amazing Grace' se describen en detalle.
- El infiel de Joe Musser, una novela basada en la vida de Newton.